# Келеметов (хутор)
Келеметов — хутор в Шовгеновском муниципальном районе Республики Адыгея России. Входит в состав Заревского сельского поселения.

## Население
| 2002 | 2010 | 2013 | 2014 | 2015 | 2016 |
| ---- | ---- | ---- | ---- | ---- | ---- |
| 16   | ↗33  | ↘30  | →30  | ↗31  | ↘30  |
| 2017 | 2018 | 2019 | 2020 | 2021 | 2023 |
| ↘29  | →29  | →29  | ↗33  | ↘10  | →10  |
| 2024 |      |      |      |      |      |
| ↗11  |      |      |      |      |      |

## Улицы
- Степная

## Промышленность
- Адыгейская ВЭС